# Deer Park-Vineland Road
Deer Park-Vineland Road est un district de services locaux de Terre-Neuve-et-Labrador, au Canada. Le dsl est situé près de Holyrood.